# Pungert (gmina Škofja Loka)
Pungert – wieś w Słowenii, w gminie Škofja Loka. W 2018 roku liczyła 149 mieszkańców.